# Uloborus
Uloborus è un genere di ragni della famiglia Uloboridae con 80 specie descritte. La maggior parte delle specie si trova nei tropici e nelle regioni subtropicali, con solo poche specie nel Nord America e in Europa.
I cheliceri di questi ragni cribellati sono robusti, ma, come tutti gli Uloboridi, non sono presenti ghiandole velenifere. Sono presenti otto piccoli occhi.

## Specie
- Uloborus albescens O. P-Cambridge, 1885 - Cina (Yarkand)
- Uloborus albofasciatus Chrysanthus, 1967 - Nuova Guinea
- Uloborus albolineatus Mello-Leitão, 1941 - Argentina
- Uloborus ater Mello-Leitão, 1917 - Brasile
- Uloborus aureus Vinson, 1863 - Madagascar
- Uloborus barbipes L. Koch, 1872 - Australia (Queensland)
- Uloborus berlandi Roewer, 1951 - Guinea
- Uloborus biconicus Yin & Hu, 2012 - Cina (Hunan)
- Uloborus bigibbosus Simon, 1905 - India
- Uloborus bispiralis Opell, 1982 - Nuova Guinea
- Uloborus campestratus Simon, 1893 - dagli USA al Venezuela
- Uloborus canescens C. L. Koch, 1844 - Colombia
- Uloborus canus Macleay, 1827 - Australia
- Uloborus cellarius Yin & Yan, 2012 - Cina (Hunan)
- Uloborus chinmoyiae Biswas & Raychaudhuri, 2013 - Bangladesh
- Uloborus conus Opell, 1982 - Nuova Guinea
- Uloborus crucifaciens Hingston, 1927 - Myanmar
- Uloborus cubicus (Thorell, 1898) - Myanmar
- Uloborus danolius Tikader, 1969 - India, Isole Nicobare
- Uloborus diversus Marx, 1898 - USA, Messico
- Uloborus eberhardi Opell, 1981 - Costa Rica
- Uloborus elongatus Opell, 1982 - Argentina
- Uloborus emarginatus Kulczynski, 1908 - Giava
- Uloborus ferokus Bradoo, 1979 - India
- Uloborus filidentatus Hingston, 1932 - Guyana
- Uloborus filifaciens Hingston, 1927 - Isole Andamane
- Uloborus filinodatus Hingston, 1932 - Guyana
- Uloborus formosanus Yoshida, 2012 - Taiwan
- Uloborus formosus Marx, 1898 - Messico
- Uloborus furunculus Simon, 1906 - India
- Uloborus gilvus (Blackwall, 1870) - Italia, Grecia
- Uloborus glomosus (Walckenaer, 1842) - USA, Canada
- Uloborus guangxiensis Zhu, Sha & Chen, 1989 - Cina
- Uloborus humeralis Hasselt, 1882 - Myanmar, Sumatra, Giava
  - Uloborus humeralis marginatus Kulczyński, 1908 - Giava
- Uloborus inaequalis Kulczyński, 1908 - Nuova Guinea
- Uloborus jabalpurensis Bhandari & Gajbe, 2001 - India
- Uloborus jarrei Berland & Millot, 1940 - Guinea
- Uloborus kerevatensis Opell, 1991 - Nuova Guinea
- Uloborus khasiensis Tikader, 1969 - India
- Uloborus krishnae Tikader, 1970 - India, isole Nicobare
- Uloborus leucosagma Thorell, 1895 - Myanmar
- Uloborus limbatus Thorell, 1895 - Myanmar
- Uloborus llastay Grismado, 2002 - Argentina
- Uloborus lugubris (Thorell, 1895) - Myanmar
- Uloborus metae Opell, 1981 - Colombia
- Uloborus minutus Mello-Leitão, 1915 - Brasile
- Uloborus modestus Thorell, 1891 - isole Nicobare
- Uloborus montifer Marples, 1955 - Samoa
- Uloborus niger Mello-Leitão, 1917 - Brasile
- Uloborus oculatus Kulczyński, 1908 - Singapore
- Uloborus parvulus Schmidt, 1976 - Isole Canarie
- Uloborus penicillatoides Xian et al., 1997 - Cina
- Uloborus pictus Thorell, 1898 - Myanmar
- Uloborus pinnipes Thorell, 1877 - Sulawesi
- Uloborus planipedius Simon, 1896 - Africa orientale e meridionale
- Uloborus plumipes Lucas, 1846 - Europa
  - Uloborus plumipes javanus Kulczyński, 1908 - Giava
- Uloborus plumosus Schmidt, 1956 - Guinea
- Uloborus pteropus (Thorell, 1887) - Myanmar
- Uloborus rufus Schmidt & Krause, 1995 - isole Capo Verde
- Uloborus scutifaciens Hingston, 1927 - Myanmar
- Uloborus segregatus Gertsch, 1936 - dagli USA alla Colombia
- Uloborus sexfasciatus Simon, 1893 - Filippine
- Uloborus spelaeus Bristowe, 1952 - Malaysia
- Uloborus strandi (Caporiacco, 1940) - Etiopia
- Uloborus tenuissimus L. Koch, 1872 - Samoa
- Uloborus tetramaculatus Mello-Leitão, 1940 - Brasile
- Uloborus trifasciatus Thorell, 1890 - isole della Sonda
- Uloborus trilineatus Keyserling, 1883 - dal Messico al Paraguay
- Uloborus umboniger Kulczyński, 1908 - Sri Lanka
- Uloborus undulatus Thorell, 1878 - da Giava alla Nuova Guinea
  - Uloborus undulatus indicus Kulczyński, 1908 - Malaysia
  - Uloborus undulatus obscurior Kulczyński, 1908 - Nuova Guinea
  - Uloborus undulatus pallidior Kulczyński, 1908 - da Giava alla Nuova Guinea
- Uloborus vanillarum Vinson, 1863 - Madagascar
- Uloborus velutinus Butler, 1882 - Madagascar
- Uloborus villosus Keyserling, 1881 - Colombia
- Uloborus viridimicans Simon, 1893 - Filippine
- Uloborus walckenaerius Latreille, 1806 - Ecozona paleartica

## Specie ridenominate o trasferite
- Uloborus georgicus Mcheidze, 1997[2] - Georgia
- Uloborus pseudacanthus Franganillo, 1910[3] - Portogallo